# Pape Seydou N'Diaye
Pape Seydou N'Diaye (11 de fevereiro de 1993) é um futebolista profissional senegalês que atua como goleiro.

## Carreira
Pape Seydou N'Diaye representou o elenco da Seleção Senegalesa de Futebol no Campeonato Africano das Nações de 2017.